# Консерватизм в Туреччині
Консерватизм в Туреччині (тур. Muhafazakârlık) є національно-орієнтованим напрямком консерватизму, який знаходить відображення в порядку денного багатьох політичних партій країни, зокрема правлячої Партії справедливості і розвитку (ПСР), яка описує свою  ідеологію як консервативну демократію. Елементи турецького консерватизму також відображені в більшості партій, розташованих у правому політичному спектрі, включаючи Партію націоналістичного руху (ПНР). У Туреччині турецький консерватизм часто називають Türk tipi muhafazakârlık (консерватизм в турецькому стилі). .
Турецький консерватизм відрізняється від консерватизму в інших країнах тим, що він в основному суперечить усталеній державній структурі, схиляючись до критики основоположних принципів Турецької Республіки, тоді як більшість форм консерватизму схильні підтримувати основні сформовані цінності держави. Ідеали, переважно суперечать консерваторам, такі як секуляризм, етатизм, популізм і існування соціальної держави, закріплені в Конституції Туреччини. Турецький консерватизм конкурує переважно з кемалізмом - ідеологія президента-засновника Туреччини Мустафи Кемаля Ататюрка, який провів безліч соціальних реформ під впливом прогресивної прозахідного порядку після розпаду глибоко консервативної Османської імперії. Однак кемализм був також описаний деякими дослідникам як форма консервативного націоналізму, оскільки він підтримує і захищає усталені традиції турецької держави.
Консерватизм в Туреччині, як правило, знаходиться під сильним впливом політичного ісламу з його консервативними цінностями, що випливають з місцевих порядків, ісламських тарикатов і сільських традицій. Тому турецька консерватизм має тенденцію бути більш соціально консервативним, релігійним і виступати за сильну централізовану керівництво, тому критики часто називають його авторитарним. Турецькі консерватори також мають тенденцію демонструвати більше схвалення повернення османської культури, на відміну від культури, заснованої на заході, і цінностей, висхідних до епохи Республіки.
Недавні дослідження постійно показують, що консерватизм в Туреччині користується сильною підтримкою, переважно в центральній частині Анатолії і в сільській місцевості, де строго дотримуються сільські та місцеві звичаї. У 2012 році тільки 8,6% турків назвали себе «абсолютно неконсервативних», а в 2006 році - 12,6%. Дослідження, проведене Університетом Кадира Хаса, показало, що 39,2% турків назвали себе консерваторами в 2013 році. Це число знизилося до 20,7% в 2015 році.